# Tommer
Tommer, Tomme oder der Daumen, war ein Längenmaß in Norwegen und Dänemark und entsprach dem Zoll.
- 1 Tommer = 1/12 Fod/Fuß = 2,615 Zentimeter
- Dänemark: 1 Fod = 12 Tommer = 144 Linier = 0,31385 Meter
- Dänemark, Feldmaß: 1 Fod = 10 Tommer